# Alberto Cabrera
Pour les articles homonymes, voir Cabrera.
Alberto Antonio Cabrera (né le 25 octobre 1988 à Las Matas de Farfán, San Juan, République dominicaine) est un ancien lanceur droitier de baseball qui évolue en 2012 et 2013 pour les Cubs de Chicago de la Ligue majeure de baseball.
Il est le frère aîné de Mauricio Cabrera.

## Carrière
Alberto Cabrera commence sa carrière professionnelle dans les ligues mineures avec un club-école des Cubs de Chicago en 2006. Il fait ses débuts dans le baseball majeur comme lanceur de relève pour les Cubs le 1er août 2012 et dispute son dernier match au plus haut niveau le 27 septembre 2013. En 32 matchs joués pour les Cubs sur ces deux saisons, tous comme lanceur de relève, sa moyenne de points mérités se chiffre à 5,20 en 27 manches et deux tiers lancées. Il réussit 31 retraits sur des prises, remporte une victoire et subit une défaite. Outre un match joué pour les Cubs en 2013, il n'évolue qu'en ligues mineures, et après une saison 2014 avec le club-école de l'équipe en Iowa, il joue une dernière saison professionnelle avec des clubs mineurs affiliés aux Tigers de Détroit en 2015.